# Resident Evil: Răsplata
Resident Evil: Răsplata (Resident Evil: Retribution) este un film de groază științifico-fantastic de acțiune din 2012 regizat de Paul W. S. Anderson. În rolurile principale joacă actorii Milla Jovovich, Michelle Rodriguez, Sienna Guillory, Aryana Engineer și Johann Urb.

## Prezentare
Virusul mortal (T) produs de corporația Umbrella continuă să devasteze Pământul, transformând toată omenirea în legiuni de nemorți mâncători de carne umană. Ultima și singura speranță a rasei umane, Alice, se trezește în centrul unei facilități Umbrella din fosta Uniune Sovietică.

## Actori
- Milla Jovovich - Alice Abernathy
- Michelle Rodriguez - Rain Ocampo
- Kevin Durand - Barry Burton
- Sienna Guillory - Jill Valentine
- Aryana Engineer - Becky
- Li Bingbing - Ada Wong
- Boris Kodjoe - Luther West
- Johann Urb - Leon S. Kennedy
- Shawn Roberts - Albert Wesker
- Oded Fehr - Carlos Oliveira
- Colin Salmon - James "One" Shade
- Mika Nakashima - J-Pop
- Megan Charpentier - Reine Rouge

## Sequel
Cel de-al șaselea film a fost confirmat de responsabilul de la Sony, Rory Bruer. Într-un interviu pentru Forbes, producătorul Samuel Hadida spunea că sunt planificate a 6-a și a 7-a parte și posibil un reboot al seriei. Sony a programat oficial premiera celei de-a 6-a părți pentru 12 septembrie 2014. Jovovich și-a exprimat așteptările că filmul va apărea în 2015, iar Anderson a dezvăluit într-un interviu că filmările vor începe la sfârșitul lui 2013.
În februarie 2014, Collider a anunțat că, conform lui Paul W.S. Anderson, nu sunt planuri pentru viitorul apropiat ca să apară cel de-al șaselea film al popularei francize, dar atât Anderson cât și Screen Gems au confirmat că cel puțin un nou film din serie va apărea. Filmul urmează să-i aibă pe Jovovich și Li în rolurile lui Alice și Ada, și, ca și Afterlife și Retribution, filmul va fi în 3D. Pe 16 iunie 2014, Anderson a declarat pentru Collider că este în proces de scriere a scenariului pentru filmul final, intitulat Resident Evil: The Final Chapter și mai adăuga că nu a fost stabilită o dată pentru începerea producției sau lansare. Pe 18 august 2014 Jovovich a anunțat pe pagina sa de Facebook că este însărcinată cu cel de-al doilea copil și producția filmului va fi amânată. Pe 21 ianuarie 2015, Jovovich a anunțat pe pagina sa de Facebook că filmările vor începe în august 2015.